# Jogos Pan-Americanos de 1987
Os Jogos Pan-Americanos de 1987 foram a décima edição do evento multiesportivo, realizado na cidade de Indianápolis, nos Estados Unidos, entre os dias 7 e 23 de agosto. A delegação brasileira foi composta por 309 atletas, entre os 4 453 participantes.

## Países participantes
38 países participaram do evento:
| - ANT Antígua e Barbuda - AHO Antilhas Neerlandesas - ARG Argentina - ARU Aruba - BAH Bahamas - BAR Barbados - BIZ Belize - BER Bermudas - BOL Bolívia - BRA Brasil | - CAN Canadá - CHI Chile - COL Colômbia - CRC Costa Rica - CUB Cuba - ESA El Salvador - ECU Equador - USA Estados Unidos - GRN Granada - GUA Guatemala | - GUY Guiana - HAI Haiti - HON Honduras - CAY Ilhas Cayman - VIR Ilhas Virgens Americanas - BVI Ilhas Virgens Britânicas - JAM Jamaica - MEX México - NCA Nicarágua | - PAN Panamá - PAR Paraguai - PER Peru - PUR Porto Rico - DOM República Dominicana - SUR Suriname - TRI Trinidad e Tobago - URU Uruguai - VEN Venezuela |

## Modalidades
Foram disputadas 30 modalidades nesta edição dos Jogos:
| - Atletismo - Basquetebol - Beisebol - Boxe - Canoagem - Ciclismo - Esgrima - Futebol - Ginástica - Handebol | - Hipismo - Hóquei sobre a grama - Judô - Levantamento de peso - Lutas - [[Ficheiro:\|border \|20px\|link=\|alt=]] Nado sincronizado - Natação - Patinação sobre rodas - Pentatlo moderno - Polo aquático | - Remo - Saltos ornamentais - Softbol - Taekwondo - Tênis - Tênis de mesa - Tiro esportivo - Tiro com arco - Vela - Voleibol |

## Quadro de medalhas
País sede destacado.
| Ordem | País               |     |     |    |     |
| 1     | USA Estados Unidos | 169 | 120 | 81 | 370 |
| 2     | CUB Cuba           | 75  | 52  | 48 | 175 |
| 3     | CAN Canadá         | 30  | 56  | 75 | 161 |
| 4     | BRA Brasil         | 14  | 14  | 33 | 61  |
| 5     | ARG Argentina      | 12  | 14  | 22 | 48  |
| 6     | MEX México         | 9   | 10  | 18 | 37  |
| 7     | VEN Venezuela      | 3   | 12  | 12 | 27  |
| 8     | COL Colômbia       | 3   | 8   | 13 | 24  |
| 9     | PUR Porto Rico     | 3   | 6   | 20 | 29  |
| 10    | CRC Costa Rica     | 3   | 4   | 6  | 13  |